# Myiothlypis basilica
La reinita de Santa Marta, arañero de Santa Marta o chiví de Santa Marta (Myiothlypis basilica) es una especie de ave paseriforme de la familia Parulidae endémica de la Sierra Nevada de Santa Marta, en Colombia.

## Hábitat
Vive en el sotobosque y los bordes del bosque húmedo, preferentemente a lo largo de arroyos y quebradas, entre los 2.100 y 3.000 m de altitud. Está asociado con bosques densos de bambú Chusquea.

## Descripción
Mide 14 cm de longitud. La cabeza es negra con una línea delgada blanca en la corona y un superciliar ancho blanco, que se extiende hasta la nuca. Bajo el ojo tiene un matiz blancuzco. Las partes superiores son de color marrón oliváceo a marrón oscuro; el plumaje de las partes inferiores es de color amarillo, con la garganta blanca.